# Róbert Gragger

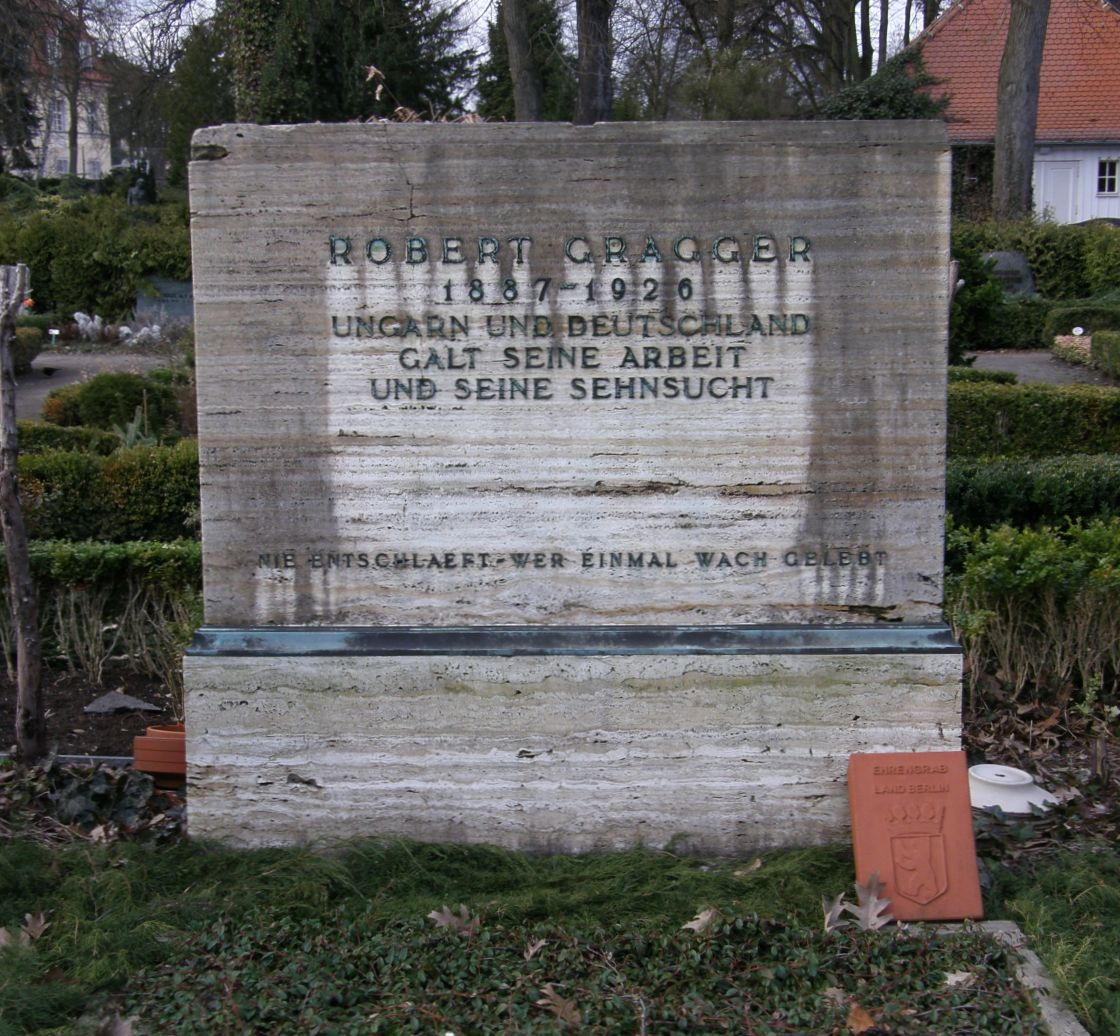
Mormântul lui Róbert Gragger

Róbert Gragger (n. 7 noiembrie 1887, Zlaté Moravce, Nitriansky kraj, Slovacia – d. 10 noiembrie 1926, Berlin, Republica de la Weimar) a fost un istoric literar maghiar. El este un reprezentant proeminent al istoriei literare maghiare, al cercetării literare maghiare și al diplomației culturale maghiare. A descoperit poemul maghiar vechi „Ómagyar Mária-siralom”.

## Biografie
A urmat studii universitare la Budapesta, Paris (Sorbona) și Berlin. După absolvirea studiilor la Budapesta în 1909 a predat ca profesor la Institutul de formare a cadrelor didactice din Budapesta, dobândind o experiență didactică și profesională care i-a folosit mai târziu atunci când a lucrat la Collegium Hungaricum din Berlin.
În 1916 a fost numit primul director al Institutului Maghiar din Berlin, punând bazele acestei instituții și organizând-o în cadrul Universității din Berlin (astăzi Universitatea Humboldt). Gragger a predat acolo limba și literatura maghiară. Domeniul său principal de cercetare a fost istoria literară comparată. În 1924, cu sprijinul ministrului culturii Kuno von Klebelsberg și cu fonduri din partea Regatului Ungariei, a fundat Collegium Hungaricum din Berlin, care oferea condiții bune studenților maghiari care doreau să studieze acolo.
A fondat revista Ungarische Jahrbücher cu scopul de a promova știința și cultura maghiară în străinătate. A publicat numeroase studii de literatură comparată în reviste maghiare și germane.
Gragger a descoperit în 1922 poemul maghiar vechi „Ómagyar Mária-siralom” printre materialele achiziționate de Universitatea Catolică din Louvain de la o librărie din München pentru a înlocui materialele distruse de germani în Primul Război Mondial. E editat Bibliographia Hungariae (Berlin, 1-4), care a listat lucrările maghiare (apărute între 1861-1921) publicate într-o limbă străină. Róbert Gragger a contribuit la elaborarea terminologiei tehnice maghiare (1918).

## Lucrări
- Deutsche Handschriften in ungarischen Bibliotheken, (Ungarische Bibliothek 2), Vereinigung wissenschaftlicher Verleger, Berlin - Leipzig, 1921
- Anthologia Hungarica - Magyar Anthologia. Leipzig, 1922. Online
- Preußen, Weimar und die ungarische Königskrone. Mit dem Faksimile eines Goethe-Briefes. Berlin und Leipzig, Walter de Gruyter & Co., 1923. Online
- Bibliographia Hungariae, Berlin - Leipzig, 1923

## Memorie
Președintele de onoare al Societății Germaniștilor Maghiari, András Vizkelety, a fondat în 2006 Premiul Gragger Róbert.

## Legături externe
- Ujváry Gábor: Kultúrpolitikus, diplomata és tudományos menedzser, Európai Utas, 2001. Arhivat în 9 ianuarie 2009, la Wayback Machine.
- Magyar Virtuális Enciklopédia
- Magyar Germanista Társaság, Gragger Róbert-díj